# Windows NT 3.5
Windows NT 3.5 és la segona versió del sistema operatiu Microsoft Windows NT. Va alliberar-se el 21 de setembre de 1994. Un dels principals objectius durant el desenvolupament de Windows NT 3.5 va ser augmentar la velocitat del sistema operatiu, com a resultat, el projecte va rebre el nom clau "Daytona", en referència a la Daytona International Speedway a Daytona Beach, Florida.

## Descripció general
Aquesta és la primera versió de Windows NT a aprovar els noms de Windows NT Workstation i Windows NT Server per a les seves edicions. Les edicions anteriors de l'alliberament de Windows NT, Windows NT 3.1, van ser anomenades a Windows NT i Windows NT Advanced Server.
Les noves característiques de Windows NT 3.5 incloen una nova pantalla d'inici. La interfície s'ha actualitzat per ser compatible amb el Windows per a Treball en Grup 3.xx. També es va actualitzar Object Linking and Embedding (OLE) amb el suport de la versió 1.0 a la versió 2.0, sent més eficient, el rendiment és més gran i requereix menys memòria que Windows NT 3.1.
El juliol de 1995, Windows NT 3.5 amb Service Pack 3 va ser valorat per l'Agència de Seguretat Nacional com el compliment dels criteris TCSEC C2
Windows NT 3.5 es nega a instal·lar a un processador més nou que l'original Pentium (P5 bàsics). Windows NT 3.51 ho corretgeix. Tanmateix, és possible modificar els arxius del CD d'instal·lació perquè permeti instal·lar-lo.

## Edicions
- Windows NT Server
- Windows NT Workstation